# 2023年世界水泳選手権クウェート選手団
2023年世界水泳選手権クウェート選手団は、2023年7月14日から7月30日まで日本の福岡で開催された第20回世界水泳選手権のクウェート選手団、およびその競技結果。

## 選手団
- 人員: 選手 7人

## 選手名簿・結果
| 選手                           | 種目               | 予選      | 予選 | 準決勝   | 準決勝   | 決勝     | 決勝     |
| 選手                           | 種目               | 結果      | 順位 | 結果     | 順位     | 結果     | 順位     |
| ------------------------------ | ------------------ | --------- | ---- | -------- | -------- | -------- | -------- |
| ワリード・アブドッラッザーク   | 男子100m自由形     | 51秒15    | 58位 | 予選敗退 | 予選敗退 | 予選敗退 | 予選敗退 |
| ワリード・アブドッラッザーク   | 男子50mバタフライ  | 24秒30    | 50位 | 予選敗退 | 予選敗退 | 予選敗退 | 予選敗退 |
| サウード・アルシャムルーク     | 男子200m自由形     | 1分54秒77 | 50位 | 予選敗退 | 予選敗退 | 予選敗退 | 予選敗退 |
| サウード・アルシャムルーク     | 男子400m自由形     | 4分04秒95 | 39位 | -        | -        | 予選敗退 | 予選敗退 |
| モハマド・ズバイド             | 男子50m背泳ぎ      | 27秒64    | 53位 | 予選敗退 | 予選敗退 | 予選敗退 | 予選敗退 |
| モハマド・ズバイド             | 男子100m背泳ぎ     | 59秒56    | 55位 | 予選敗退 | 予選敗退 | 予選敗退 | 予選敗退 |
| アリ・ハイダル                 | 男子100mバタフライ | 59秒94    | 65位 | 予選敗退 | 予選敗退 | 予選敗退 | 予選敗退 |
| アリ・ハイダル                 | 男子200mバタフライ | 2分13秒97 | 37位 | 予選敗退 | 予選敗退 | 予選敗退 | 予選敗退 |
| アブドッラフマーン・アッバース | 男子1m板飛び込み   | 201.80    | 63位 | -        | -        | 予選敗退 | 予選敗退 |
| アブドッラフマーン・アッバース | 男子3m板飛び込み   | 215.55    | 67位 | 予選敗退 | 予選敗退 | 予選敗退 | 予選敗退 |
| サバ・スルタン                 | 女子50m自由形      | 30秒59    | 85位 | 予選敗退 | 予選敗退 | 予選敗退 | 予選敗退 |
| サバ・スルタン                 | 女子100m自由形     | 1分05秒49 | 67位 | 予選敗退 | 予選敗退 | 予選敗退 | 予選敗退 |
| ララ・ダシュティ               | 女子50m平泳ぎ      | 35秒44    | 41位 | 予選敗退 | 予選敗退 | 予選敗退 | 予選敗退 |
| ララ・ダシュティ               | 女子100m平泳ぎ     | 1分19秒29 | 55位 | 予選敗退 | 予選敗退 | 予選敗退 | 予選敗退 |